# Phyllosticta teucrii
Phyllosticta teucrii är en svampart som beskrevs av Sacc. & Speg. 1878. Phyllosticta teucrii ingår i släktet Phyllosticta och familjen Botryosphaeriaceae.   Inga underarter finns listade i Catalogue of Life.